# NGC 32
NGC 32 – gwiazda o jasności 13,5m znajdująca się w gwiazdozbiorze Pegaza. 10 października 1861 roku obserwował ją Julius Schmidt i błędnie skatalogował jako słabą mgławicę. Niektóre źródła klasyfikują NGC 32 jako gwiazdę podwójną, jako drugi składnik traktując nieco bledszą sąsiednią gwiazdę.